# Resolutie 1775 Veiligheidsraad Verenigde Naties
Resolutie 1775 van de Veiligheidsraad van de Verenigde Naties werd door de VN-Veiligheidsraad aangenomen op 14 september 2007, en behalve door Rusland, dat zich onthield, goedgekeurd door alle leden van de Raad. De resolutie verlengde de ambtstermijn van Carla Del Ponte als openbaar aanklager van het Joegoslavië-tribunaal tot het einde van het jaar.

## Achtergrond
In 1980 overleed de Joegoslavische leider Tito, die decennialang de bindende kracht was geweest tussen de zes deelstaten van het land. Na zijn dood kende het nationalisme een sterke opmars en in 1991 verklaarde Bosnië en Herzegovina zich onafhankelijk. De Servische minderheid in het land kwam hiertegen in opstand en begon een burgeroorlog, waarbij ze probeerden de Bosnische volkeren te scheiden. Tijdens die oorlog vonden massamoorden plaats waarbij tienduizenden mensen omkwamen. In 1993 werd het Joegoslavië-tribunaal opgericht, dat de oorlogsmisdaden die hadden plaatsgevonden moest berechten.

## Inhoud
Op 14 september 2007 liep de ambtstermijn van Carla Del Ponte als openbaar aanklager van het Internationaal Straftribunaal voor voormalig Joegoslavië af. Secretaris-generaal Ban Ki-moon vroeg dat haar ambtstermijn zou worden verlengd tot 31 december 2007. Hij zou dan in tussentijd zijn nominatie voor de opvolger indienen. Al doende verlengde de Veiligheidsraad de ambtstermijn van Carla Del Ponte een laatste keer tot 31 december 2007.

## Verwante resoluties
- Resolutie 1722 Veiligheidsraad Verenigde Naties (2006)
- Resolutie 1764 Veiligheidsraad Verenigde Naties
- Resolutie 1785 Veiligheidsraad Verenigde Naties
- Resolutie 1786 Veiligheidsraad Verenigde Naties

Lijst ·  1739 ·  1740 ·  1741 ·  1742 ·  1743 ·  1744 ·  1745 ·  1746 ·  1747 ·  1748 ·  1749 ·  1750 ·  1751 ·  1752 ·  1753 ·  1754 ·  1755 ·  1756 ·  1757 ·  1758 ·  1759 ·  1760 ·  1761 ·  1762 ·  1763 ·  1764 ·  1765 ·  1766 ·  1767 ·  1768 ·  1769 ·  1770 ·  1771 ·  1772 ·  1773 ·  1774 ·  1775 ·  1776 ·  1777 ·  1778 ·  1779 ·  1780 ·  1781 ·  1782 ·  1783 ·  1784 ·  1785 ·  1786 ·  1787 ·  1788 ·  1789 ·  1790 ·  1791 ·  1792 ·  1793 ·  1794